# Campeonato de Primera División B 1930 (Argentina)
El Campeonato de Primera División B 1930 fue la cuarta edición de la Primera División Sección B y la trigésimo segunda temporada de la segunda categoría. Fue disputado entre el 23 de marzo y el 3 de enero por 21 equipos.
Al certamen se incorporó Gimnasia y Esgrima de Lanús, campeón de la División Intermedia.
El torneo consagró campeón por primera vez a Nueva Chicago, tras vencer por 3 a 1 a All Boys en la penúltima fecha del desempate triangular, y ascendió a Primera División.

## Ascensos y descensos
| Pos. | Ascendidos a la Primera División 1930 |
| ---- | ------------------------------------- |
| 1.°  | Honor y Patria (B)                    |

| Pos. | Ascendidos de la División Intermedia 1929 |
| ---- | ----------------------------------------- |
| 1.°  | Gimnasia y Esgrima (L)                    |

| Descendidos de la Primera División 1929 |
| --------------------------------------- |
| No hubo                                 |

## Equipos
| Equipo             | Ciudad                 |
| ------------------ | ---------------------- |
| Acassuso           | San Isidro             |
| All Boys           | Ciudad de Buenos Aires |
| Alvear             | Ciudad de Buenos Aires |
| Balcarce           | Ciudad de Buenos Aires |
| Boca Alumni        | Dock Sud               |
| Del Plata          | Ciudad de Buenos Aires |
| Dock Sud           | Dock Sud               |
| General San Martín | Ciudad de San Martín   |
| Gimnasia y Esgrima | Lanús                  |
| Gutenberg          | La Plata               |
| Liberal Argentino  | Ciudad de Buenos Aires |
| Nacional           | Adrogué                |
| Nueva Chicago      | Ciudad de Buenos Aires |
| Palermo            | Ciudad de Buenos Aires |
| Porteño            | Ciudad de Buenos Aires |
| Progresista        | Gerli                  |
| Retiro             | Ciudad de Buenos Aires |
| San Telmo          | Dock Sud               |
| Sportsman          | Ciudad de Buenos Aires |
| Temperley          | Temperley              |
| Unión              | Caseros                |

## Sistema de disputa
Los participantes se enfrentaron a una sola rueda, bajo el sistema de todos contra todos. La tabla final de posiciones del torneo se estableció por acumulación de puntos.

### Ascenso
Concluida la competición, el equipo que ocupara el primer puesto sería consagrado campeón y ascendido a Primera División.

### Descenso
Inicialmente le correspondió el descenso a División Intermedia al último posicionado en la Tabla. Sin embargo, en Consejo Directivo resolvió suprimir el descenso.

## Tabla de posiciones
| Pos. | Equipo                 | Pts. | PJ | PG | PE | PP | GF | GC | Dif. |
| ---- | ---------------------- | ---- | -- | -- | -- | -- | -- | -- | ---- |
| 1.º  | Temperley              | 31   | 20 | 14 | 3  | 3  | 39 | 16 | 23   |
| 1.º  | All Boys               | 31   | 20 | 14 | 3  | 3  | 43 | 22 | 21   |
| 1.º  | Nueva Chicago          | 31   | 20 | 14 | 3  | 3  | 30 | 13 | 17   |
| 4.º  | Gimnasia y Esgrima (L) | 29   | 20 | 12 | 5  | 3  | 33 | 19 | 14   |
| 5.º  | Unión (C)              | 27   | 20 | 11 | 5  | 4  | 38 | 18 | 20   |
| 6.º  | Liberal Argentino      | 26   | 20 | 10 | 6  | 4  | 32 | 14 | 18   |
| 7.º  | Alvear                 | 25   | 20 | 10 | 5  | 5  | 30 | 17 | 13   |
| 8.º  | Acassuso               | 23   | 20 | 10 | 3  | 7  | 39 | 33 | 6    |
| 9.º  | General San Martín     | 22   | 20 | 10 | 2  | 8  | 42 | 36 | 6    |
| 10.º | Dock Sud               | 19   | 20 | 8  | 3  | 9  | 31 | 28 | 3    |
| 11.º | Palermo                | 17   | 20 | 6  | 5  | 9  | 29 | 33 | −4   |
| 12.º | Balcarce               | 17   | 20 | 7  | 3  | 10 | 28 | 34 | −6   |
| 13.º | Boca Alumni            | 16   | 20 | 6  | 4  | 10 | 30 | 33 | −3   |
| 14.º | Nacional (A)           | 14   | 20 | 6  | 2  | 12 | 29 | 39 | −10  |
| 15.º | San Telmo              | 14   | 20 | 4  | 6  | 10 | 21 | 32 | −11  |
| 16.º | Gutenberg              | 14   | 20 | 4  | 6  | 10 | 27 | 39 | −12  |
| 17.º | Retiro                 | 14   | 20 | 5  | 4  | 11 | 22 | 43 | −21  |
| 18.º | Sportsman              | 14   | 20 | 4  | 6  | 10 | 17 | 39 | −22  |
| 19.º | Progresista            | 13   | 20 | 5  | 3  | 12 | 32 | 46 | −14  |
| 20.º | Porteño                | 13   | 20 | 4  | 5  | 11 | 27 | 42 | −15  |
| 21.º | Del Plata              | 10   | 20 | 4  | 2  | 14 | 22 | 44 | −22  |

|  | Desempate para definir el campeón. |
|  | Descenso anulado.                  |

## Desempate

### Tabla de posiciones
| Pos. | Equipo        | Pts. | PJ | PG | PE | PP | GF | GC | Dif. |
| ---- | ------------- | ---- | -- | -- | -- | -- | -- | -- | ---- |
| 1.º  | Nueva Chicago | 7    | 4  | 3  | 1  | 0  | 10 | 3  | 7    |
| 2.º  | All Boys      | 3    | 4  | 1  | 1  | 2  | 4  | 6  | −2   |
| 3.º  | Temperley     | 2    | 4  | 1  | 0  | 3  | 3  | 8  | −5   |

|  | Campeón. Ascendió a Primera División. |

#### Evolución de las posiciones
| Equipo / Fecha | 1   | 2   | 3   | 4   | 5   | 6   |
| -------------- | --- | --- | --- | --- | --- | --- |
| All Boys       | 2.o | 2.o | 3.o | 3.o | 3.o | 2.o |
| Nueva Chicago  | 1.o | 1.o | 1.o | 1.o | 1.o | 1.o |
| Temperley      | 3.o | 3.o | 2.o | 2.o | 2.o | 3.o |

### Resultados
| Fecha 1         | Fecha 1   | Fecha 1   | Fecha 1      | Fecha 1                 |
| Equipo 1        | Resultado | Equipo 2  | Cancha       | Fecha                   |
| --------------- | --------- | --------- | ------------ | ----------------------- |
| Nueva Chicago   | 3 - 1     | Temperley | Boca Juniors | 30 de noviembre de 1930 |
| Libre: All Boys |           |           |              |                         |

| Fecha 2          | Fecha 2   | Fecha 2       | Fecha 2      | Fecha 2                |
| Equipo 1         | Resultado | Equipo 2      | Cancha       | Fecha                  |
| ---------------- | --------- | ------------- | ------------ | ---------------------- |
| All Boys         | 1 - 1     | Nueva Chicago | Sp. Barracas | 7 de diciembre de 1930 |
| Libre: Temperley |           |               |              |                        |

| Fecha 3              | Fecha 3   | Fecha 3  | Fecha 3       | Fecha 3                 |
| Equipo 1             | Resultado | Equipo 2 | Cancha        | Fecha                   |
| -------------------- | --------- | -------- | ------------- | ----------------------- |
| Temperley            | 2 - 1     | All Boys | Independiente | 14 de diciembre de 1930 |
| Libre: Nueva Chicago |           |          |               |                         |

| Fecha 4         | Fecha 4   | Fecha 4       | Fecha 4       | Fecha 4                 |
| Equipo 1        | Resultado | Equipo 2      | Cancha        | Fecha                   |
| --------------- | --------- | ------------- | ------------- | ----------------------- |
| Temperley       | 0 - 3     | Nueva Chicago | Independiente | 21 de diciembre de 1930 |
| Libre: All Boys |           |               |               |                         |

| Fecha 5          | Fecha 5   | Fecha 5  | Fecha 5     | Fecha 5                 |
| Equipo 1         | Resultado | Equipo 2 | Cancha      | Fecha                   |
| ---------------- | --------- | -------- | ----------- | ----------------------- |
| Nueva Chicago    | 3 - 1     | All Boys | River Plate | 28 de diciembre de 1930 |
| Libre: Temperley |           |          |             |                         |

| Fecha 6              | Fecha 6   | Fecha 6   | Fecha 6 | Fecha 6            |
| Equipo 1             | Resultado | Equipo 2  | Cancha  | Fecha              |
| -------------------- | --------- | --------- | ------- | ------------------ |
| All Boys             | 1 - 0     | Temperley | Ferro   | 3 de enero de 1931 |
| Libre: Nueva Chicago |           |           |         |                    |